# سیارک ۹۱۳

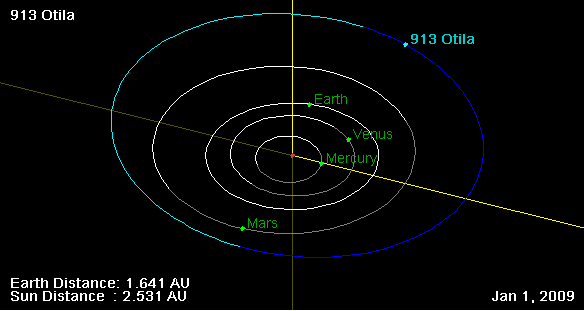
سیارک ۹۱۳

سیارک ۹۱۳ (به انگلیسی: 913 Otila، نامگذاری:1919FL) نهصد و سیزدهمین سیارک کشف شده‌است که در ۱۹ مه ۱۹۱۹ و در هایدلبرگ کشف شد.
قدر مطلق سیارک برابر ۱۱٫۹۰ است.